# Catuvolcus
 (juin 2018).
Catuvolcus est un groupe canadien de folk metal, originaire de Warwick, au Québec. Ils mêlent éléments de folk metal, black metal et metal progressif. Les paroles de Catuvolcus sont principalement en français et traitent généralement de l'invasion conquête romaine de la Gaule.
D'après Plessix, leur nom est une référence à Catuvolcos (dans sa prononciation anglophone), roi du pays des Éburons.

## Biographie
Catuvolcus est formé à Warwick, au Québec, en 2007 par Pierre-Alexandre Plessix. Ce one-man band publie sa première démo, Old Rituals for Camulos, en 2008, avant de devenir un quatuor pendant les concerts en 2009. En mai la même année, ils publient leur premier album, Vae Victis. Le groupe redevient un one-man band  au début de 2010. En août la même année, Maxime Côté et Matrak Tveskag  rejoignent le groupe comme membres à plein temps. La deuxième production de Catuvolcus, Terres de sang, est publiée à la fin de 2010. Le critique de Metal Call Out, J. Deathscript, considère Terres de sang comme « un parfait exemple de tout ce qui est VRAI dans la scène black metal contemporaine », tandis que Metal Storm décrit le groupe d'« évidemment aussi bien préparé dans l'art de lire dans les pensées - dans chaque morceau, alors qu'on se dit 'Ok, assez de blast beats' ils amènent des mélodies épiques et des bouts de guitare acoustique. »
En 2011, ils enregistrent un troisième album, Gergovia, qui fait participer des membres de Daylight Dies et Gallowbraid, qui set publié en 2012. Chronicles of Chaos lui attribue une note de 8 sur 10. En 2012, Catuvolcus signe au nouveau label situé à Montréal, Deathbound Records, qui distribue l'album à l'international. Gergovia est devient le premier album-concept de Catuvolcus, comprenant le morceau de 12 minutes Litaviccos, décrit par Infernal Masquerade comme « un bel exemple d'ouvrage venant d'un groupe. » Dans son intégralité, l'album traite de la Bataille de Gergovie, qui s'est déroulé 52 ans av. J.-C. En juillet 2012, le groupe enregistre une reprise de Woods of Ypres pour l'album hommage dédié à son chanteur David Gold intitulé A Heart of Gold: Tribute to Woods of Ypres,.
Catuvolcus se joint à Hymnes d'Antan, un label situé à Québec, pour la réédition de Terres de sang. La nouvelle édition sort le 26 février 2013 accompagné d'un premier clip du morceau Vercingétorix. Au début de 2013, le groupe annonce Étienne Gallo et Dominic Forest Lapointe d'Augury, respectivement, en tant que batteur et bassiste sur leur dernier album, Voyageurs de l'aube. Le groupe se sépare en 2014.

## Membres
- Pierre-Alexandre Plessix — chant, guitare (2007–2014)
- Maxime Côté — guitare solo, basse de studio (2010–2014)
- Etienne Gallo — batterie (2013)
- Dominic « Forest » Lapointe — basse (2013)
- Matrak Tveskaeg — basse (2010-2012)

## Discographie

### Albums studio
- 2009 : Vae Victis
- 2012 : Gergovia
- 2013 : Voyageurs de l'Aube

### EP
- 2010 : Terres de sang

### Démo
- 2008 : Old Rituals for Camulos

## Clips
- 2010 : Terres de sang
- 2012 : Gergovia
- 2013 : Vercingétorix